# Ліга Центральної Африканської Республіки
Ліга Центральної Африканської Республіки (фр. Central African Republic League) — змагання з футболу з-поміж клубів Центральноафриканської Республіки, в ході якого визначається чемпіон країни й представники міжнародних клубних змагань. Перший розіграш Ліги Центральної Африканської Республіки стартував 1968 року. Профодится під егідою Центральноафриканської футбольної федерації, керівного футбольного органу в ЦАР.

## Переможці по роках
| Сезон   | Чемпіона                                     | Віце-чемпіон                                 |
| ------- | -------------------------------------------- | -------------------------------------------- |
| 1968    | «Уніон Спортив Каттен»                       |                                              |
| 1969    | Чемпіон невідомий                            | Чемпіон невідомий                            |
| 1970    | Чемпіон невідомий                            | Чемпіон невідомий                            |
| 1971    | «Реал Олімпік Кастель»                       |                                              |
| 1972    | Чемпіон невідомий                            | Чемпіон невідомий                            |
| 1973    | «Реал Олімпік Кастель»                       |                                              |
| 1974    | «Анже де Фатіма»                             |                                              |
| 1975    | «Реал Олімпік Кастель»                       |                                              |
| 1976    | «Тампет Мокаф»                               |                                              |
| 1977    | «Стад Сентрафрисьєн»                         |                                              |
| 1978    | «Анже де Фатіма»                             |                                              |
| 1979    | «Реал Олімпік Кастель»                       |                                              |
| 1980    | ТП УСКА Бангі                                |                                              |
| 1981    | «Публік Спортів Муара»                       |                                              |
| 1982    | «Реал Олімпік Кастель»                       |                                              |
| 1983    | «Анже де Фатіма»                             |                                              |
| 1984    | «Тампет Мокаф»                               |                                              |
| 1985    | «Стад Сентрафрисьєн»                         |                                              |
| 1986    | «Спортінг Муара»                             |                                              |
| 1987    | Чемпіон невідомий                            | Чемпіон невідомий                            |
| 1988    | «Анже де Фатіма»                             |                                              |
| 1989    | «Стад Сентрафрисьєн»                         |                                              |
| 1990    | «Тампет Мокаф»                               |                                              |
| 1991    | «Форсе Армі»                                 |                                              |
| 1992    | ТП УСКА Бангі                                |                                              |
| 1993    | «Тампет Мокаф»                               |                                              |
| 1994    | «Тампет Мокаф»                               |                                              |
| 1995    | «Форсе Армі»                                 |                                              |
| 1996    | «Тампет Мокаф»                               |                                              |
| 1997    | «Тампет Мокаф»                               |                                              |
| 1998    | Чемпіонат не завершився                      | Чемпіонат не завершився                      |
| 1999    | «Тампет Мокаф»                               |                                              |
| 2000    | «Олімпік Реал» (Бангі)                       |                                              |
| 2001    | «Олімпік Реал» (Бангі)                       |                                              |
| 2002    | Чемпіонат скасовано                          | Чемпіонат скасовано                          |
| 2003    | «Тампет Мокаф»                               |                                              |
| 2004    | «Олімпік Реал» (Бангі)                       |                                              |
| 2005    | «Анже де Фатіма»                             |                                              |
| 2006    |                                              | «Тампет Мокаф»                               |
| 2007    | Чемпіон невідомий                            | Чемпіон невідомий                            |
| 2008    | «Стад Сентрафрисьєн»                         |                                              |
| 2009    | «Тампет Мокаф»                               |                                              |
| 2010    | «Олімпік Реал» (Бангі)                       | «Стад Сентрафрисьєн»                         |
| 2011    | ДФК8                                         |                                              |
| 2012    | «Олімпік Реал» (Бангі)                       | ДФК8                                         |
| 2013-14 | «Тампет Мокаф»                               | ДФК8                                         |
| 2014-15 | Чемпіонат не проводився                      | Чемпіонат не проводився                      |
| 2015    | ДФК8                                         | «Тампет Мокаф»                               |
| 2016    | «Олімпік Реал» (Бангі)                       | «Тампет Мокаф»                               |
| 2016-17 | «Олімпік Реал» (Бангі)                       | «Анже де Фатіма»                             |
| 2017-18 | «Стад Сентрафрисьєн»                         | «Анже де Фатіма»                             |
| 2018-19 | «Тампет Мокаф»                               | відсутнє                                     |
| 2019-20 | Чемпіонат скасований через пандемію COVID-19 | Чемпіонат скасований через пандемію COVID-19 |

## За кількістю чемпіонств
| Клуб                                  | Місто | Чемпіонств | Чемпіонські роки                                                       |
| ------------------------------------- | ----- | ---------- | ---------------------------------------------------------------------- |
| «Тампет Мокаф»                        | Бангі | 12         | 1976, 1984, 1990, 1993, 1994, 1996, 1997, 1999, 2003, 2009, 2014, 2019 |
| «Олімпік Реал» (Реал Олімпік Кастель) | Бангі | 12         | 1971, 1973, 1975, 1979, 1982, 2000, 2001, 2004, 2010, 2012, 2016, 2017 |
| «Анже де Фатіма»                      | Бангі | 5          | 1974, 1978, 1983, 1988, 2005                                           |
| «Стад Сентрафрисьєн»                  | Бангі | 5          | 1977, 1985, 1989, 2008, 2018                                           |
| ДФК8                                  | Бангі | 3          | 2006, 2011, 2016                                                       |
| «Форсе Армі»                          | Бангі | 2          | 1991, 1995                                                             |
| «Спортінг Муара»                      | Бангі | 2          | 1981, 1986                                                             |
| ТП УСКА                               | Бангі | 2          | 1980, 1992                                                             |
| «Уніон Спортив Каттен»                | Бангі | 1          | 1968                                                                   |